# Dune Acres
Dune Acres – miasto w Stanach Zjednoczonych, w stanie Indiana, w hrabstwie Porter.